# Hak Ja Han
Hak Ja Han (en coréen 한학자 ; hanja : 韓鶴子), née le 10 février 1943 à Anju (Corée occupée), est une dirigeante religieuse coréenne,.
Son défunt mari, Sun Myung Moon, est le fondateur du mouvement de l'Unification, aussi appelé Église de l'Unification et de manière critique « secte Moon ». Hak Ja Han et Sun Myung Moon se marient en avril 1960 et ont 14 enfants. En 1992, Hak Ja Han crée la Fédération des femmes pour la paix mondiale et parcourt le monde en son nom,,. Elle est la dirigeante de la Fédération des familles pour la paix et l'unification mondiales, au sein de laquelle elle est appelée « Vraie mère » et « Mère de la paix »,.

## Biographie

### Enfance
Hak Ja Han, née en 1943 chez ses grands-parents maternels, est la fille unique de Han Seung-oon, instituteur, et Hong Soon-ae, issue d'une famille chrétienne, qui sera appelée plus tard Daemonim au sein de l'Église de l'Unification.
Elle passe une grande partie de son enfance chez sa grand-mère maternelle, Jo Won-mo, car sa mère est complètement impliquée dans l'Église du Nouveau Jésus, une des églises protestantes qui ont fait leur apparition dans la péninsule coréenne, croyant à un retour imminent du Messie dans la chair et se donnant pour mission de préparer sa venue.
À cette époque, Pyongyang est surnommée par le monde chrétien la « Jérusalem de l'Asie » car le christianisme y est très développé. De nombreuses Églises chrétiennes et mouvements spiritualistes se préparent à recevoir le Messie dans le Nord de la Corée,.
Hak Ja Han est ainsi éduquée dans cette sorte de foi.
En 1945, face à la politique d'oppression brutale du Parti communiste coréen, son père décide de partir pour le Sud. Mais sa mère est persuadée de la venue imminente du Messie dans le Nord de la Corée et elle refuse de quitter Pyongyang. Son père part seul et Hak Ja Han ne le reverra plus[réf. à confirmer].
En 1948, les Églises étant de plus en plus persécutées par les autorités communistes, sa grand-mère maternelle et sa mère sont emprisonnées pendant 11 jours, à la suite de quoi elles décident finalement de partir pour la Corée du Sud. Elles y rejoignent son oncle maternel.
À Séoul, Hak Ja Han va à l'école primaire, avant de fréquenter le collège de filles Seongjeong entre 1956 et 1959. Elle rentre alors à l'école d'infirmières Saint-Joseph.
Le 15 décembre 1955, sa mère adhère officiellement à l'Église de l'Unification (fondée en 1954), dont le siège est situé à Séoul. Elle devient la cuisinière de Sun Myung Moon.

### Famille
Le 11 avril 1960, à l'âge de 17 ans, Hak Ja Han épouse Sun Myung Moon, qui a alors 40 ans,. Le mariage est célébré dans la petite chapelle du premier siège de l'Église de l'Unification, à Cheongpa-dong, Séoul. Environ 700 fidèles venus de toute la Corée assistent à la cérémonie[réf. à confirmer]. Après la naissance de leur premier enfant, ils déménagent à Hudson River Valley (New York).
Ils ont quatorze enfants, dont neuf sont encore vivants en 2022 ; en 1993, ils ont 20 petits-enfants et 38 en 2011. Les enfants sont  :
- Ye Jin Moon (1960-) (fille) ;
- Hyo Jin Moon (en) (1962-2008) (fils) ;
- Hae Jin Moon (1964-1964) (fils) ;
- In Jin Moon (en) (1965-) (fille) ;
- Heung Jin Moon (en) (1966-1984) (fils) ;
- Un Jin Moon (en) (1967) (fille) ;
- Hyun Jin Moon (en) (1969-) (fils) ;
- Kook Jin Moon (1970-) (fils) ;
- Kwon Jin Moon (1975-) (fils) ;
- Sun Jin Moon (1976-) (fille) ;
- Young Jin Moon (1978-1999) (fils) ;
- Hyung Jin Moon (en) (1979-) (fils) ;
- Yeon Jin Moon (1981-) (fille) ;
- Jeung Jin Moon (1982-) (fille)[24].

Dans la culture coréenne, une femme mariée conserve son nom de famille d'origine, les enfants prenant celui de leur père.

## Rôle au sein de l'Église de l'Unification
Les membres de l'Église de l'Unification pensent que Hak Ja Han et Sun Myung Moon ont établi le « mariage saint » que Jésus n'avait pas pu réaliser, et considèrent donc le jour de leurs noces comme un jour saint, appelé « Jour des Vrais Parents ». Ils ont la conviction que c'est le début d'un nouvel âge, accomplissement du « mariage de l'Agneau » prophétisé dans l'Apocalypse de Jean (Nouveau Testament, Apocalypse de Jean 19.7-10).
Hak Ja Han et Sun Myung Moon sont considérés comme le Messie et son épouse par les membres de l'Église de l'Unification. Ils se réfèrent à eux comme les « Vrais Parents » de l'humanité et les appellent « Vrai Père » et « Vraie Mère ». Ils qualifient également Hak Ja Han d'« épouse du Christ », la voyant comme une femme parfaite. Hak Ja Han est célébrée au sein de l'Église de l'Unification comme la Mère de l'humanité, l'élue de Dieu.

## Réalisations
En 1962, Sun Myung Moon et Hak Ja Han fondent les Petits Anges (en anglais : Little Angels Children's Folk Ballet of Korea), une compagnie de ballet folklorique coréenne destinée à promouvoir une perception positive de la Corée.
En 1993, le sénateur américain Trent Lott soutient un projet de loi sur la « Journée des Vrais Parents » au Sénat américain et, en 1995, le président américain Bill Clinton signe un texte législatif intitulé Parents Day ; les enfants doivent particulièrement honorer leurs parents ce jour-là. Selon certains médias[Lesquels ?], cela illustre les liens entre le mouvement de l'Unification et le Parti républicain des États-Unis.[réf. nécessaire]
En 1993, le sénateur américain républicain Orrin Hatch introduit Hak Ja Han lors d'une réunion publique[évasif] organisée à Capitol Hill ; à cette occasion, elle déclare qu'elle et son mari sont les premiers Vrais Parents. Sun Myung Moon regarde son discours depuis le public, entouré de membres du Sénat et de la Chambre des représentants des États-Unis.

### Cérémonies de mariage
Hak Ja Han et Sun Myung Moon président ensemble des mariages de masse, internationaux, interculturels et interraciaux. En 1997, par exemple, tous deux président un mariage de masse et une cérémonie de reconsécration de mariage à Washington, D.C. pour 20 000 couples, dont 2 500 membres de l'Église de l'Unification. Des ministres d'autres religions agissent alors en tant que « co-officiants ».

### Fédération des femmes pour la paix mondiale

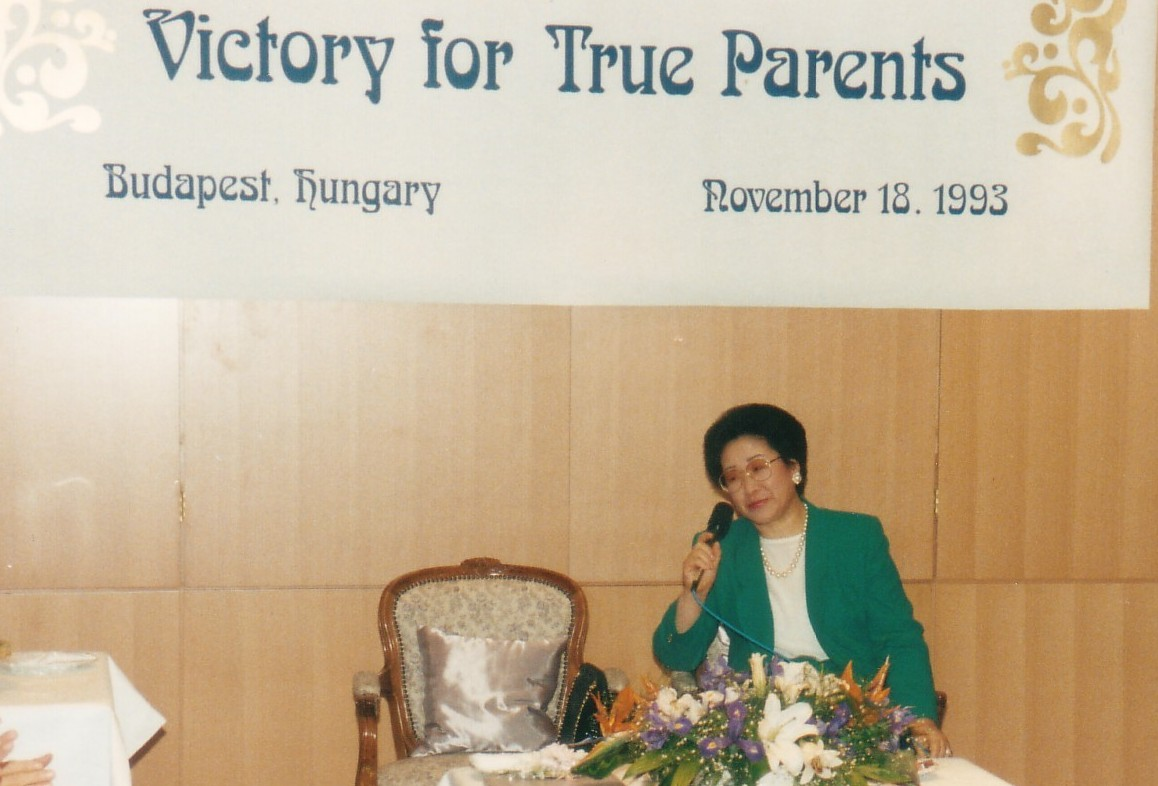
Hak Ja Han à Budapest en 1993.

En 1992, Hak Ja Han crée la Fédération des femmes pour la paix mondiale (FFPM) (Women's Federation for World Peace, WFWP) avec le soutien de nombreux membres de l'Église de l'Unification,,, et elle parcourt le monde en participant à des conférences en son nom. L'objectif de la FFPM est d'encourager les femmes à travailler plus activement à la promotion de la paix dans leurs communautés et dans la société en général. La FFPM est présente dans 143 pays. 
Hak Ja Han organise une conférence à Tokyo en 1993, qui marque le premier anniversaire de la FFPM. L'oratrice principale est l'épouse de l'ancien vice-président des États-Unis Dan Quayle, Marilyn Quayle ; dans son discours, Hak Ja Han évoque positivement le travail humanitaire de cette dernière.
En 1993, Hak Ja Han se rend dans 20 villes des États-Unis pour promouvoir la FFPM, ainsi que dans 12 pays. Lors d'une étape à Salt Lake City, dans l'Utah, elle déclare à l'assistance : « Si une famille n'est pas centrée sur l'idéal d'amour de Dieu, il y aura un conflit entre les membres de cette famille. Sans l'amour de Dieu comme base absolue, une telle famille finira par s'effondrer. Une nation avec de telles familles déclinera également ». Ses discours de 1993 aux États-Unis se focalisent sur l'augmentation de la violence dans le pays et la dégradation de l'unité familiale.
En 1995, Hak Ja Han prend la parole lors d'un événement de la FFPM au Japon avec l'ancien président américain George H. W. Bush. Elle intervient après le discours de Bush et fait l'éloge de son mari, lui attribuant le déclin du communisme et affirmant qu'il doit à présent sauver l'Amérique de « la destruction de la famille et de la décadence morale ».

### Fédération des familles pour la paix mondiale
En 1996, Sun Myung Moon et Hak Ja Han fondent la Fédération des familles pour la paix mondiale et l'Unification, en anglais Family Federation for World Peace and Unification (FFWPU).   
Pour l'inauguration internationale de la Fédération des familles pour la paix mondiale, Hak Ja Han effectue cette année-là une tournée mondiale. Elle intervient notamment aux États-Unis, en Corée du Sud, au Japon, en Italie, en Amérique du Sud et en Amérique centrale.

### Fédération pour la paix universelle
En 2006, lors d'un rassemblement de la Fédération pour la paix universelle (FPU, cofondée avec son mari) en Nouvelle Zélande, Hak Ja Han appelle les familles traditionnelles à la tolérance religieuse et interculturelle. A cette occasion, elle défend l'instauration d'un « tunnel de paix » à travers le détroit de Béring, entre la Russie et les États-Unis, une des étapes de la Route de la paix.

### Associations pour la paix
Pour continuer et concrétiser l'engagement de son mari pour la paix, en s'appuyant sur la Fédération pour la Paix universelle et la Fédération des femmes pour la paix mondiale, Hak Ja Han fonde plusieurs associations :
- l’Association internationale des parlementaires pour la paix (AIPP), lancée le 15 février 2016 à l’Assemblée nationale de la République de Corée
- le Conseil international au sommet pour la paix (CISP) lancé le 8 février 2019, lors du Sommet mondial 2019 de la FPU à Séoul
- l’Association internationale des Premières dames pour la paix (AIPDP), lancée le 5 février 2020, lors du Sommet mondial 2020 de la FPU à Séoul
- l’Association interreligieuse pour la paix et le développement (AIPD), lancée le 13 novembre 2017 à Séoul
- l’Association internationale des médias pour la paix (AIMP), lancée le 2 février 2020
- l’Association internationale des universitaires pour la paix (AIUP), lancée le 5 février 2020
- l’Association internationale pour la paix et le développement économique (AIDE), lancée le 2 février 2020

#### «La paix commence avec moi»
Hak Ja Han est la fondatrice du mouvement « Peace Starts with Me ». Les festivals sont coparrainés par la Fédération des familles pour la paix et l'unification mondiales (FFWPU) et l'American Clergy Leadership Conference (ACLC). Le premier rassemblement a lieu en 2017 au Madison Square Garden.
En Europe, un festival a lieu en 2018 au Stadthalle de Vienne.

#### «Couronne de la paix»
Le 23 mars 2004, Sun Myung Moon et Hak Ja Han sont distingués lors d'un banquet de remise des prix des « ambassadeurs pour la paix » organisé par la Fédération interreligieuse et internationale pour la paix mondiale (qui est parrainée par l'Église de l'Unification) à Washington, D.C.. Lors de l'évènement, appelé « Couronne de la paix », Sun Myung Moon se présente comme le Messie. Plus de douze parlementaires américains sont présents. Cela a été critiqué comme relevant d'une potentielle violation du principe de séparation de l'Église et de l'État aux États-Unis.

### Prix Sunhak pour la Paix
En 2014, Hak Ja Han crée le prix Sunhak pour la paix, qui honore des personnes ou des organisations ayant contribué de façon significative à la paix et au bien-être dans le monde. Les lauréats de ce prix, sélectionnés tous les deux ans par un comité international, partagent une récompense d'un million de dollars.

## Influence croissante

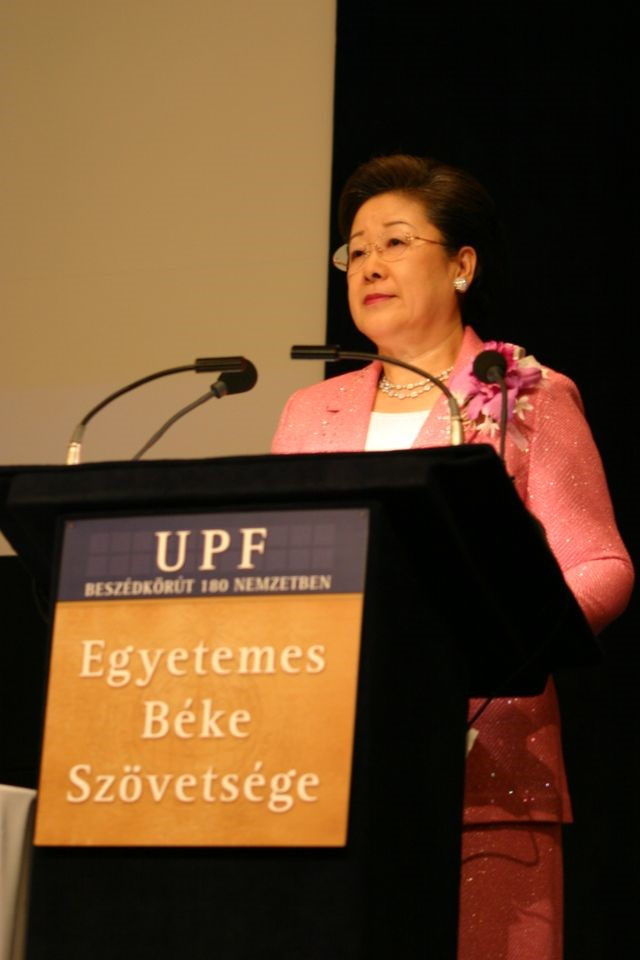
Hak Ja Han à Budapest en 2006.

En 1992, Sun Myung Moon donne plus de poids à son épouse au sein du mouvement de l'Unification en annonçant que « la Vraie Mère a été élevée horizontalement au niveau du Vrai Père ». Hak Ja Han devient la successeure désignée de son mari,.
En 2003, plus de 8 000 membres de l'Église de l'Unification assistent à une cérémonie en Corée du Sud au cours de laquelle Hak Ja Han et Sun Myung Moon renouvellent leurs vœux de mariage. 
En 2010, Forbes rapporte que Hak Ja Han vit en Corée du Sud avec son mari, tandis que leurs enfants assument davantage de responsabilités dans la direction quotidienne du mouvement et de ses organisations affiliées. 
Après la mort de Sun Myung Moon en 2012, Hak Ja Han devient la dirigeante de la Fédération des familles pour la paix et l'unification mondiales. Deux de leurs enfants ont quitté l'organisation de leurs parents et ont établi leurs propres mouvements religieux.